# Thézan-lès-Béziers
Thézan-lès-Béziers este o comună în departamentul Hérault din sudul Franței. În 2009 avea o populație de 2.610 de locuitori.

## Evoluția populației
| An        | 1975  | 1982  | 1990  | 1999  | 2006  | 2009  |
| --------- | ----- | ----- | ----- | ----- | ----- | ----- |
| Populație | 1.957 | 2.016 | 2.008 | 2.077 | 2.422 | 2.610 |